# 康姆·威尔金森
寇姆·威尔金森（英語：Colm Wilkinson，1944年6月5日—），爱尔兰音乐剧演员、男高音暨作曲家，其饰演過最著名的角色是音乐剧《悲惨世界》中的灵魂人物、男主人公尚萬強。此外，他曾經参演第一部登陆中国大陆由百老汇演员演出的音乐剧。

## 生平
1944年，寇姆·威爾金森出生于爱尔兰都柏林的一个热爱音乐的家庭，他的父母均是熟练的乐手，他共有9个兄弟姐妹。寇姆·威爾金森原本与父亲一同从事沥青承包商的工作，然而在16岁时，他去了美国的游历后便退出家族事业，转而成为一个全职的专业音乐家。1970年，寇姆·威爾金森与迪尔德丽结婚，他们育有四名子女。
寇姆·威爾金森被公认为音乐剧《悲惨世界》的灵魂人物、男主人公尚萬強这一角色的最佳诠释者。1985年寇姆·威爾金森在音乐剧《悲惨世界》的伦敦版首演中塑造了尚萬強这一角色，受到了观众与评论界的一致赞誉，从此他便与音乐剧《悲惨世界》结缘。1987年，他参加了百老汇版《悲惨世界》的演出，再次获得美国的观众的认可与赞许。1995年，他再度参加了《悲惨世界》十周年纪念音乐会。2012年电影版《悲惨世界》中，他再度参与并出演救赎尚萬強的主教角色。